# Paracompsa flavofasciata
Paracompsa flavofasciata är en skalbaggsart som först beskrevs av Thomson 1867.  Paracompsa flavofasciata ingår i släktet Paracompsa och familjen långhorningar.
Artens utbredningsområde är Venezuela. Inga underarter finns listade i Catalogue of Life.